# 鉄鋼業
鉄鋼業（てっこうぎょう）とは、粗鋼等を生産する産業のこと。製造業の一つ。

## 概要
鉄鋼業は第二次産業に分類される。産業の米と呼ばれ、土木・建築・自動車・鉄道・電気機械・造船などに欠かせない鋼材を生産する産業として、重工業を代表する基幹産業の一つとして発展してきた。
技術的には、大量に消費される銑鉄を生産する製鉄業と、高性能な工具鋼などを作る製鋼業とに分類される。

## 歴史
製鉄は紀元前に小アジアで始まったとされる。日本では千年以上の歴史を持つたたら製鉄が明治時代まで中国地方を中心に栄えた。
近代鉄鋼業は、18世紀末のイギリスにおける産業革命期に発祥した。その後第二次世界大戦（1939年〜1945年）までは、イギリス・ドイツ・フランス・アメリカの4カ国が世界の鉄鋼生産の中心であった。
日本における近代鉄鋼業は、岩手県釜石より始まる。この地に建設された我が国初の官営製鉄所が1880年（明治13年）9月に操業を開始。しかし木炭供給の不足により僅か97日で操業を停止する。木炭供給の問題を解決し、1882年（明治15年）3月に操業を再開するが、今度は技術的な問題が起こり再開後196日で再び停止。同年12月に釜石鉱山及び製鉄所の廃止が決定した。
その後、東京の田中長兵衛が廃止された鉱山と製鉄所を引き受け、48回の失敗の後、1886年ついに製鉄に成功。1887年（明治20年）7月に釜石鉱山田中製鉄所を設立した。1894年には我が国初のコークス銑製造にも成功。この年の釜石製鉄所の生産高は日本全体の65％に達した。また1901年の官営八幡製鉄所操業開始の際には、釜石製鉄所より熟練の技師が派遣されている。
西洋式の近代的な製鉄所での生産が増える中、たたら製鉄の中心地であった島根県安来で雲伯鉄鋼合資会社（後の日立金属安来工場）が1899年に設立された。
第二次世界大戦後は日本及びソ連の鉄鋼生産量が急増した。原料に乏しい日本では、原料や製品の輸送に便利な臨海地域に製鉄所を建設し、巨額の設備投資を実行して高い技術水準を達成、国際競争力を確立した。
2000年以降は、中国・台湾・韓国・インドなど新興工業国が設備を拡張し、増産が著しい。

## 規模
世界全体では、18.1億トンの粗鋼が生産されている（2018年）。
世界の国別粗鋼生産量ベスト10（2018年）…1位中国9億トン、2位インド1億トン、3位日本1億トン、4位アメリカ0.9億トン、5位韓国0.7億トン、6位ロシア0.7億トン、7位ドイツ0.4億トン、8位トルコ0.4億トン、9位ブラジル0.3億トン、10位イタリア0.2億トン。
日本の鉄鋼業における従業者数は19.6万人であり、日本全体では1.04億トンの粗鋼が生産されている（2018年）。
日本の鉄鋼業は、主原料の鉄鉱石・原料炭を100%海外から輸入している。また、鉄鋼製品の国内物流（一時輸送量）としては、船による海上輸送が4,200万トン、トラック及び鉄道による陸上輸送が2,200万トンとなっている（2018年）。

## 人材育成
日本の鉄鋼業における人材育成は、主に一般社団法人日本鉄鋼連盟 が1962年兵庫県尼崎市に設立した産業技術短期大学を活用して行われてきた。
日本の鉄鋼業界には、「鉄鋼業自らが大学を設立して業界の技術者を養成するとともに、一般社会の優秀な青年の教育にも貢献していくことで、社会とともに鉄鋼業の繁栄を目指す」という壮大な理念がある。
産業技術短期大学は、鉄鋼業が一丸となって開設した「世界でも類例を見ない特色ある大学」であり、2年間で4年制大学レベルの技術者教育を行うことを目標に、4年制大学水準のカリキュラムが設定された。また、そのモデルとなるような施設設備と人材が用意された。
日本鉄鋼連盟は、産業技術短期大学で日本製鉄・JFEスチール・神戸製鋼所・日立金属・大同特殊鋼・日本製鋼所・愛知製鋼・東洋鋼鈑・トピー工業・中山製鋼所・三菱製鋼・新日本電工・中部鋼鈑をはじめとする鉄鋼各社の従業員を再教育して、将来を担う優秀な技術者を育成してきた。具体的には、「製造現場における知識創造と人材の多機能育成政策・綿密な能力開発策のひとつとして、企業内選抜を経て中堅技術者への昇進に結びつく産業技術短期大学への派遣を行う政策の実行」であり、このような人材育成形態（教育訓練形態）を「オフ・ザ・ジョブ・トレーニング・OFF-JT」という。
日本において、人材の確保・育成は鉄鋼業発展のための大きな課題であり、今後も産業技術短期大学を活用するなど、積極的に人材獲得・育成に取り組むものと見られる。